# Felsőszölnök, Vas
Felsőszölnök (în slovenă Gornji Senik) este un sat în districtul Szentgotthárd, județul Vas, Ungaria, având o populație de 592 de locuitori (2011).

## Demografie
Componența etnică a satului Felsőszölnök
     Maghiari (52,21%)
     Sloveni (46,13%)
     Germani (1,66%)
Componența confesională a satului Felsőszölnök
     Romano-catolici (81,76%)
     Fără religie (1,18%)
     Necunoscută (17,06%)
Conform recensământului din 2011, satul Felsőszölnök avea 592 de locuitori. Din punct de vedere etnic, majoritatea locuitorilor (52,21%) erau maghiari, existând și minorități de sloveni (46,13%) și germani (1,66%).  Din punct de vedere confesional, majoritatea locuitorilor (81,76%) erau romano-catolici, cu o minoritate de persoane fără religie (1,18%). Pentru 17,06% din locuitori nu este cunoscută apartenența confesională.